# DH Press
DH Press è una casa editrice statunitense di proprietà della Dark Horse Comics. È stata fondata nel 2004.
La DH Press è stata la responsabile della pubblicazione di diversi romanzi dei franchis Aliens e Predator tra il 2005 e il 2008.

## Pubblicazioni
- Ghost in the Shell: Stand Alone Complex Volume 1 The Lost Memory(2004)
- Kong: King of Skull Island(2004)
- Aliens: Original Sin (2005)
- Aliens: DNA War (2006)
- Predator: Forever Midnight (2006)
- Predator: Flesh and Blood (2007)
- Aliens: Cauldron (2007)
- Aliens: Steel Egg (2007)
- Aliens: Criminal Enterprise (2008)
- Aliens: No Exit (2008)
- Predator: Turnabout (2008)
- Predator: South China Sea (2008)
- Hipira (2009)
- Scarface: The Beginning (2010)[2][3]
- Dracula: Asylum
- Vampire Hunter D series